# Sellin
Sellin település Németországban, Mecklenburg-Elő-Pomeránia tartományban. Lakosainak száma 2744 fő (2023. december 31.). Sellin Baabe és Lancken-Granitz községekkel határos.

## Népesség
A település népességének változása:
| Lakosok száma | 2639 | 2622 | 2623 | 2623 | 2691 | 2710 | 2744 |
|               | 2015 | 2017 | 2018 | 2019 | 2021 | 2022 | 2023 |